# بیمارستان سنت بارتلمه

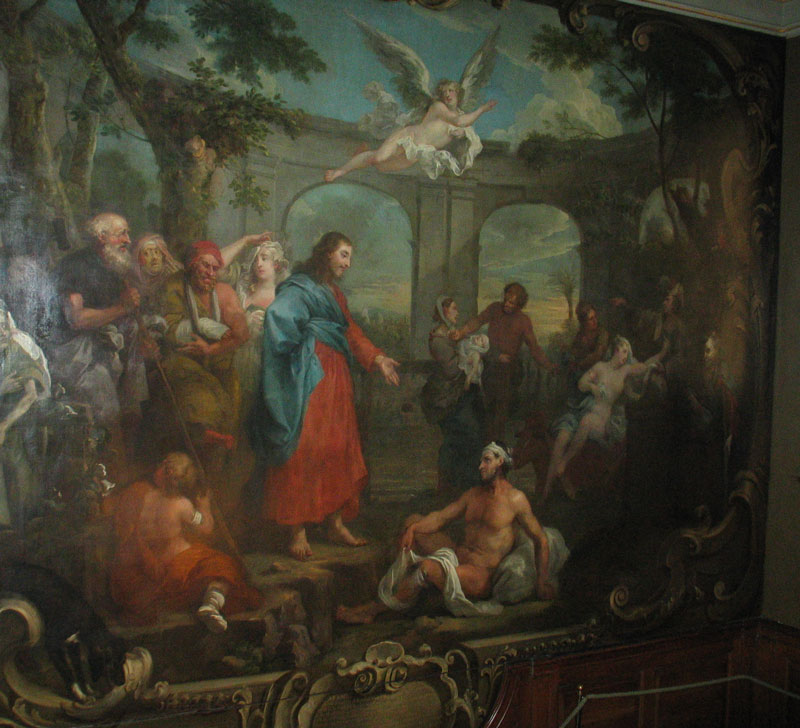
نقاشی دیواری اثر ویلیام هوگارت که مسیح را تالاب بیت حسدا نشان می‌دهد و در بال شمالی ساختمان بیمارستان واقع شده است.

بیمارستان سنت بارتُلُمه (انگلیسی: St Bartholomew's Hospital) یک بیمارستان آموزشی در سیتی لندن است که در سال ۱۱۲۳ میلادی توسط راهب مسیحی راهیر و در دوران سلطنت هنری یکم بنیان نهاده شد. هنری هشتم آن را در سال ۱۶۴۶ بازسازی کرد. نخستین رئیس این شفاخانه جیمز ویکری جراح مخصوص شاه هنری و یکی از مؤلفان کالبدشناسی بود.
در اینجا بود که ویلیام هاروی پژوهش‌های خود را در مورد دستگاه گردش خون در قرن هفدهم انجام داد، پرسیوال پات و جان ابرنتی اصول مهم جراحی مدرن را در قرن ۱۸ توسعه دادند و بانو اتل بدفورد فنویک در اواخر قرن نوزدهم برای پیشرفت حرفه پرستاری تلاش کرد.
گزارش‌های مرگ و میر از سال ۱۸۳۹ تا ۱۸۷۲، نشان می‌دهد که تروماهای جراحی و عفونت‌های بعد از عمل مهم‌ترین علل مرگ و میر بوده‌اند. سل، با این حال، همچنان کشنده‌ترین علت مرگ غیر ترومایی محسوب می‌شد. در سال ۱۸۹۰ از پرستاران انتظار می‌رفت که ۱۲ ساعت در روز، و گاهی ۱۴ ساعت، با زمانی کوتاه برای غذا خوردن کار کنند. آنها ۲ هفته تعطیلات سالانه داشتند. پس از ایجاد سرویس بهداشتی ملی در سال ۱۹۴۸، این مکان به‌طور رسمی با نام «بیمارستان سنت بارتلمه» شناخته شد.